# Juan de Urrede
Juan de Urrede também chamado Juan de Urreda ou Johannes de Wreede (Bruges, c. 1430 – c. 1482) foi um cantor e compositor flamengo ativo em Espanha ao serviço do Duque de Alba e dos reis Fernando II de Aragão e Isabel I de Castela.

## Vida
Juan de Urrede nasceu em Bruges e foi batizado com o nome de Johannes de Wreede. O seu pai, Rolandus de Wreede, foi organista em São Donaciano até 1482. Em 1451 Johannes viu regeitado o seu estágio em São Donaciano, porque pai e filho não podiam trabalhar na mesma instituição, mas em 1457 conseguiu um cargo similar na Igreja de Nossa Senhora. O seu nome desaparece dos registos em 1460, e deduz-se que foi então que partiu de Bruges para Espanha, apesar de não voltar a aparecer de novo até 1476, quando é pago como membro da casa de García Álvarez de Toledo, o primeiro duque de Alba, que era primo do rei Fernando II de Aragão.
A 17 de junho de 1477 foi nomeado cantor e mestre de capela da Capela Real de Aragão. Segundo mostram os livros de contas da Casa Real, o seu contrato prolongou-se até, pelo menos, 1482. Nesse período, parece que também solicitou uma cátedra na Universidade de Salamanca, uma posição que não conseguiu.
Não se conservam registos de Urrede a partir de 1482, se bem que faltam registos da Casa Real correspondentes ao período imediatamente posterior a esta data. Crê-se que Urrede possa ter falecido no período compreendido entre 1482 e 1484, ainda que haja alguma evidência que sugere que possa ter vivido mais tempo.

## Obra
Compôs vários arranjos do "Pange Lingua", na sua maioria baseados na melodia original moçárabe composta por São Tomás de Aquino. Uma das suas composições para quatro vozes foi amplamente interpretada no século XVI e converteu-se na base de uma série de obras para tecla e missas escritas por compositores espanhóis. Ainda escreveu canções sacras, mas alcançou maior fama devido à suas canções cortesãs, em especial com "Nunca fue pena mayor", com letra atribuída ao duque de Alba e composta por volta de 1470. É possível que a sua melodia tenha como base uma obra popular da época. A grande popularidade desta obra-prima é atestada porque vários mestres a imitaram, por exemplo Pierre de la Rue ou Francisco de Peñalosa. Bartolomeo Tromboncino também copiou o começo da obra na sua "Nunqua fu pena magiore". A bela canção está escrita a três partes e também se interpretou em peças de teatro, como nas de Gil Vicente.
Obras sacras
- Kyrie ‘Spiritus et alme’, Gloria ‘Spiritus et alme’, a 4 vozes, da Missa de Beata Virgine.
- Magnificat (sexto tom), a 4 vozes; ‘Quia fecit’, ‘Esurientes’.
- Nunc dimittis, a 3 vozes.
- Pange lingua, a 4 vozes, duas versões.

Obras profanas
- De vos y de mi quexoso, a 3 vozes.
- Muy triste será mi vida, a 3 vozes.
- Nunca fue pena mayor, a 3 vozes.
- Dónde estás que non te veo.

## Discografia
A música de Urrede tem sido gravada e difundida através dos meios de comunicação, incluindo:
Pange Lingua do Cancioneiro de Segóvia
- "El Cancionero de la Catedral de Segovia", Ensemble Daedalus, Roberto Festa.

Nunca fue pena mayor, chanson c. 1470 para instrumentos.
- Do livro de partituras Colombina 1460-1490.
- De Harmonices Musices Odhecaton de Venecia 1501.
- Ens Les Flamboyants. Rosa Domínguez voz, Viva Biancaluna Biffi violín, Jane Achtmann violín / viola de arco, Irene Klein, viola da gamba, Norihisa Sugawara laúd/violín, Giovanna Pessi arpa, Michel Form, Luis Beduschi, Gerit Kropfl flautas dulces, Rogerio Goncalves percusión.
- Zefiro Torna. (Eufoda 1343).
- Montserrat Figueras, Hespèrion XX / Jordi Savall. (Astrée 9954).
- Montserrat Figueras, Hesperion XX / Luiz Alves de Silva. (Fontalis 8763).
- Ferré, Binchois Ensemble / D.Vellard. (EMI Virgin Classics 567-545359).
- Hilliard Ensemble. (EMI Virgin Classics 653-561394).
- Waverly Consort / Jaffee. (EMI Virgin Classics 621-561815).
- Newberry Consort. (Harmonia Mundi France 7907083).
- Larry Hill, Gregory Tambornino. (Meridian 84406).
- Nancy Knowles, Frank Wallace. (Centauro 2109).

Dónde estás que non te veo, para voz e instrumentos do Cancioneiro da Colombina 1460-1490.
- Montserrat Figueras, Hesperion XX / Jordi Savall. (Astrée 9954).

Muy triste será mi vida do Cancionero da Colombina 1460-1490.
- Hesperion XX / Jordi Savall. (Astrea 9954).[5]